# Мотизлей
Мотизлей (рос. Мотызлей) — село в Вознесенському районі Нижньогородської області Російської Федерації.
Населення становить 852 особи. Входить до складу муніципального утворення Мотизлейська сільрада.

## Історія
Від 2004 року входить до складу муніципального утворення Мотизлейська сільрада.

## Населення
| 1999 | 2002  | 2010 |
| ---- | ----- | ---- |
| 1102 | ↘1054 | ↘852 |